# Завод «Юпитер» (Припять)

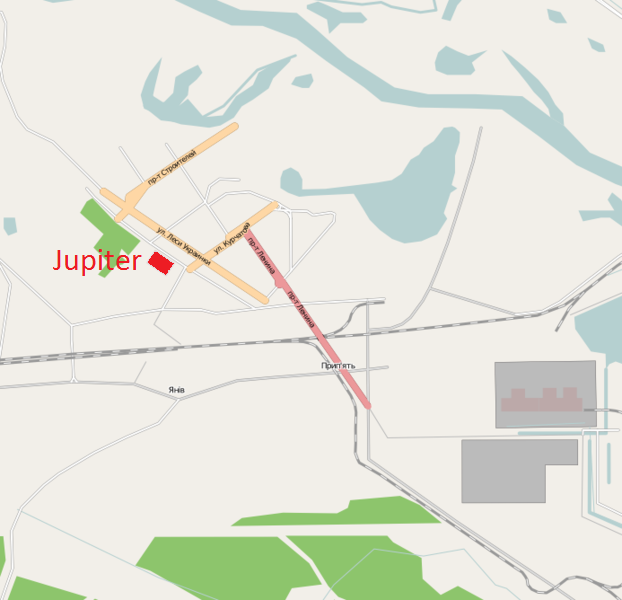
OSM locator map of the Jupiter Factory within the city of Pripyat

«Юпитер» — крупное советское предприятие в Припяти, Киевская область. Располагался по адресу: г. Припять, ул. Заводская, 11. Завод занимался производством деталей для магнитофонов и засекреченным военным производством.

## История

### Завод «Юпитер»
Завод открылся в 1980 году, на нем работало около 3500 человек. Официально завод «Юпитер» был филиалом киевского завода «Маяк» и занимался производством деталей для кассетных магнитофонов и бытовой техники.
Завод «Юпитер» был двойного назначения: помимо производства радиодеталей, часть территории завода была задействована для оборонного производства. Так как завод имел военизированную охрану и работал в условиях строгой секретности, до сих пор неизвестно, что производилось данным подразделением. По неподтверждённым данным, на «Юпитере» могли производиться военные ЭВМ, бортовые самописцы и комплексные системы для нужд КГБ.
27 апреля 1986 года, в связи с аварией на Чернобыльской АЭС население города Припять было эвакуировано. Завод «Юпитер» (в том числе засекреченное оборонное подразделение) был эвакуирован со всем оборудованием и технической документацией.

### ПО «Спецатом»
Однако после дезактивации территории «Юпитера» в цехах расположилось проектно-техническое бюро ПО «Спецатом». Предприятие занималось разработкой роботов для работы с радиоактивными отходами и дозиметрических приборов. Завод работал до 1996 года; в настоящее время заброшен.

## В массовой культуре
- «Юпитер» фигурирует в видеоигре S.T.A.L.K.E.R.: Зов Припяти как одна из основных локаций Зоны.
- Завод также появляется в музыкальном клипе песни «Marooned» группы Pink Floyd[11].

## Галерея

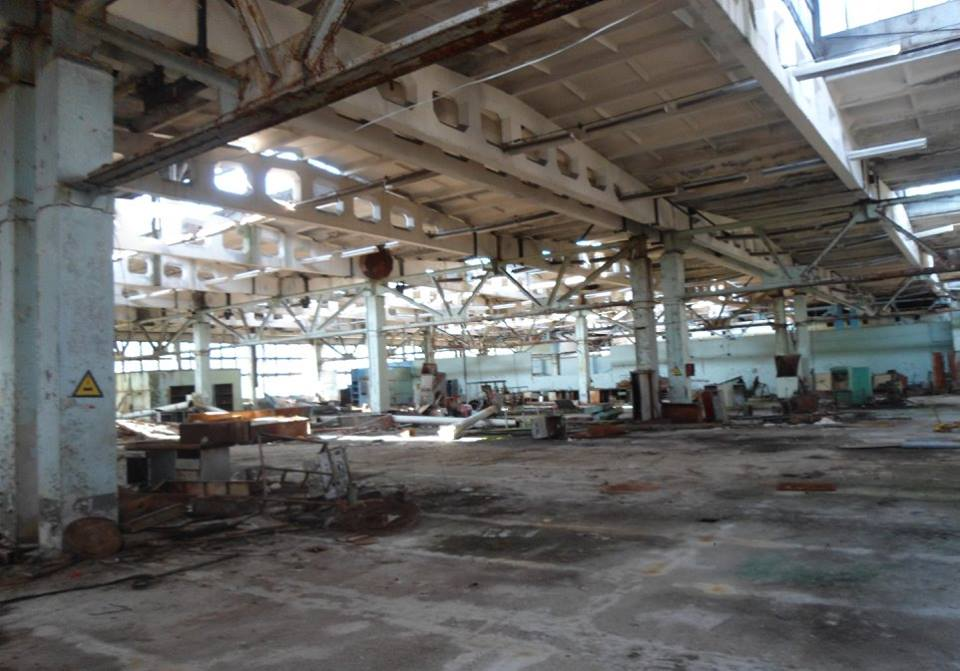
Август 2016
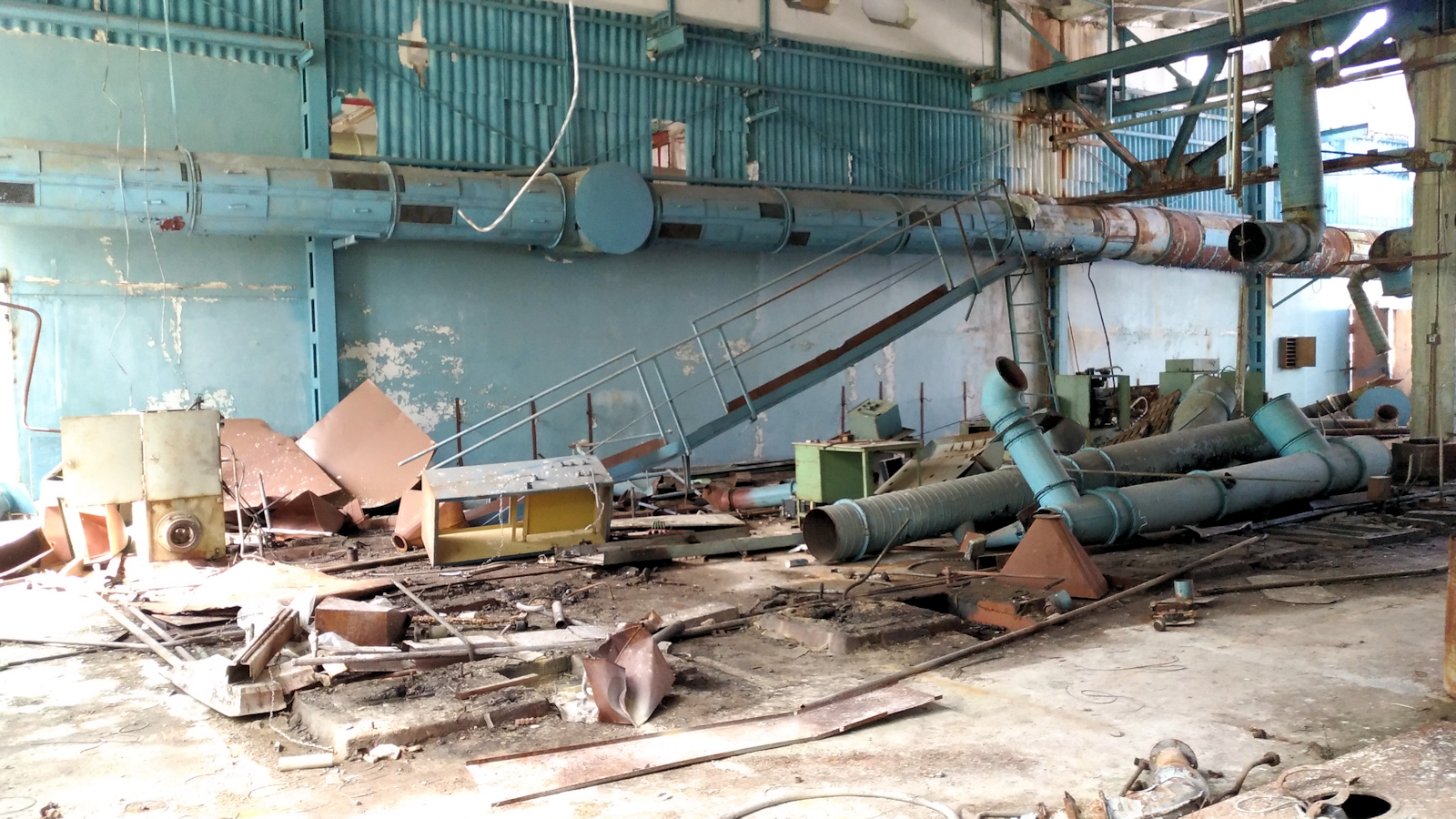
Июнь 2019
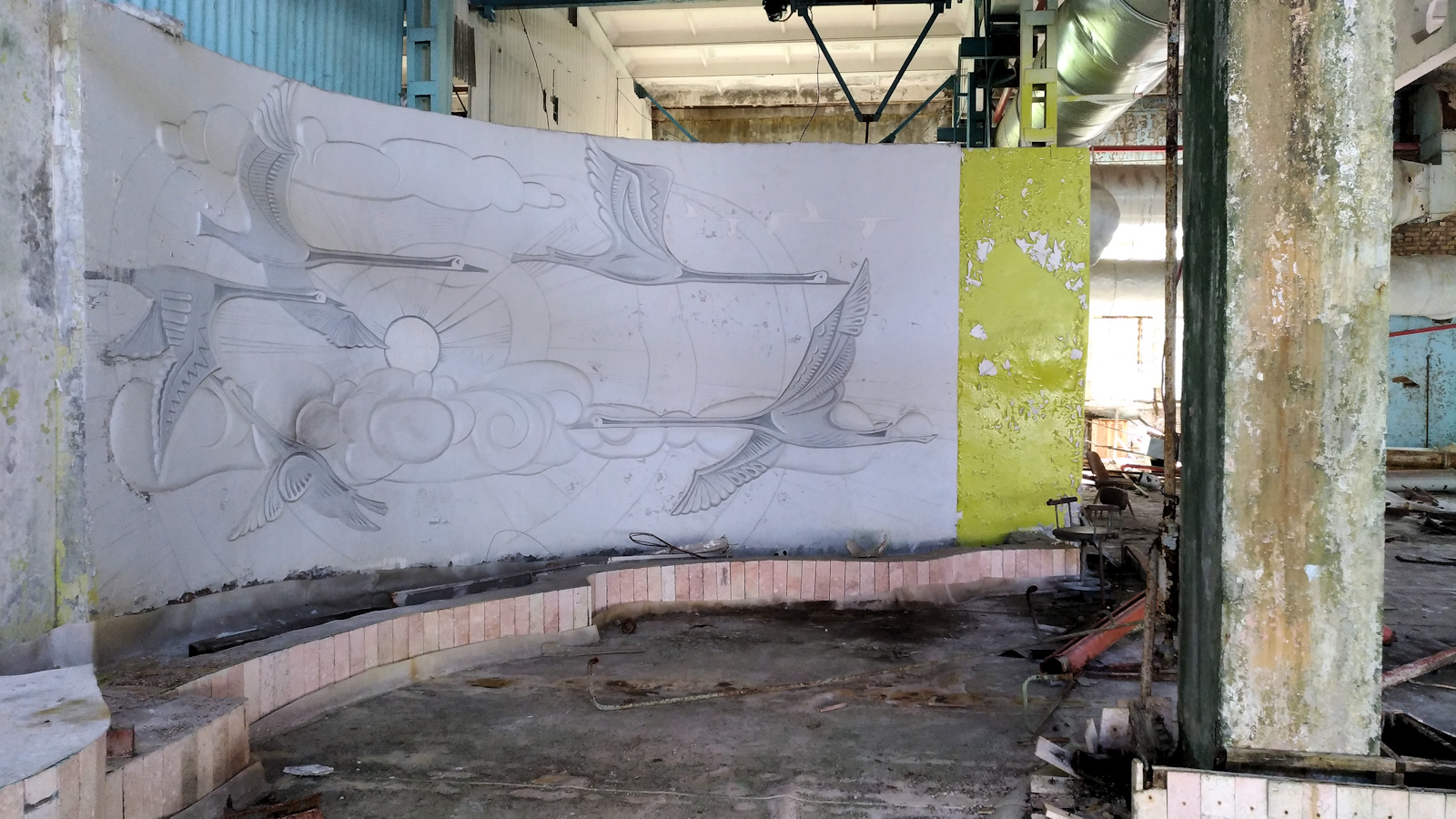
Июнь 2019
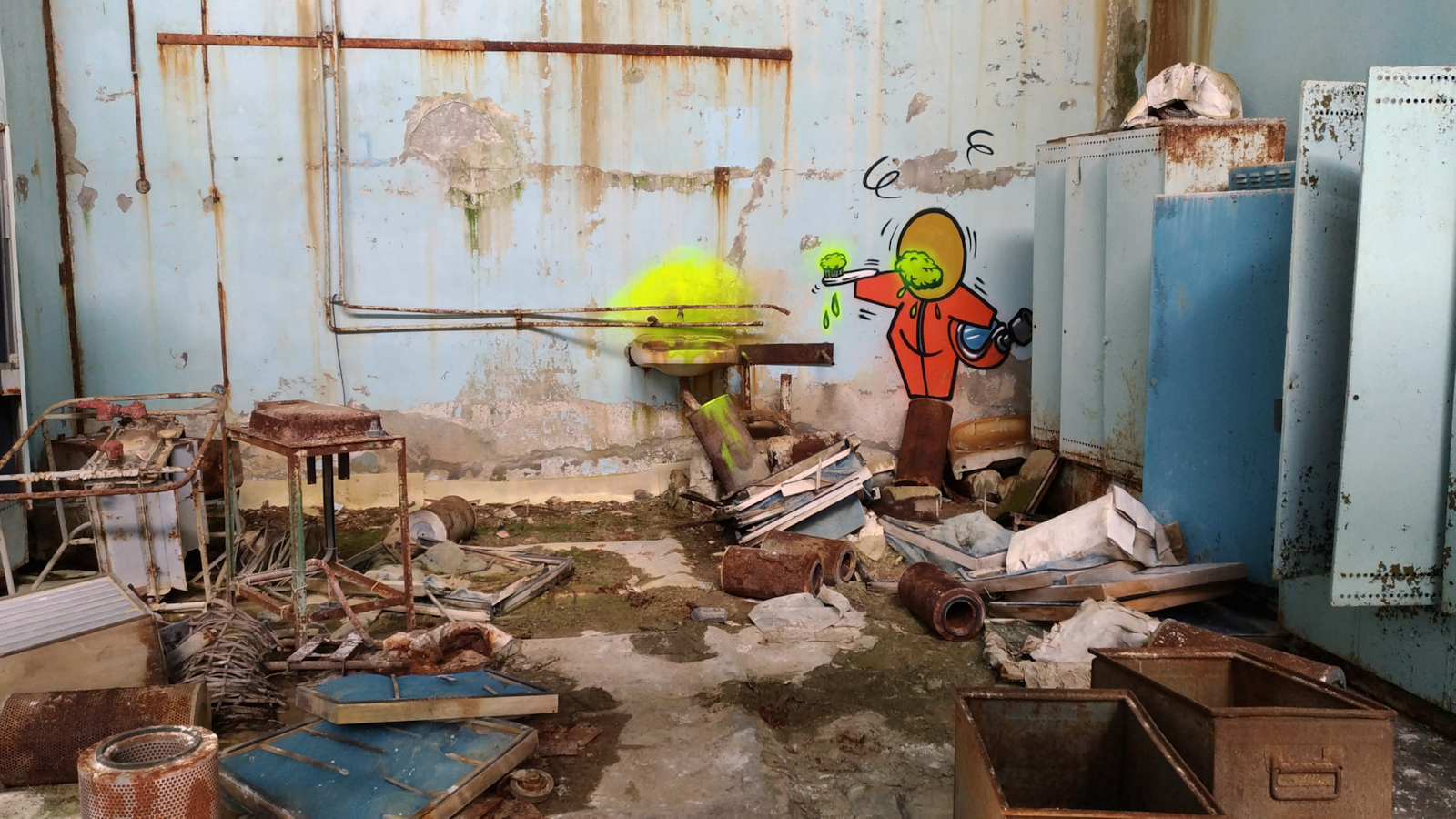
Июнь 2019
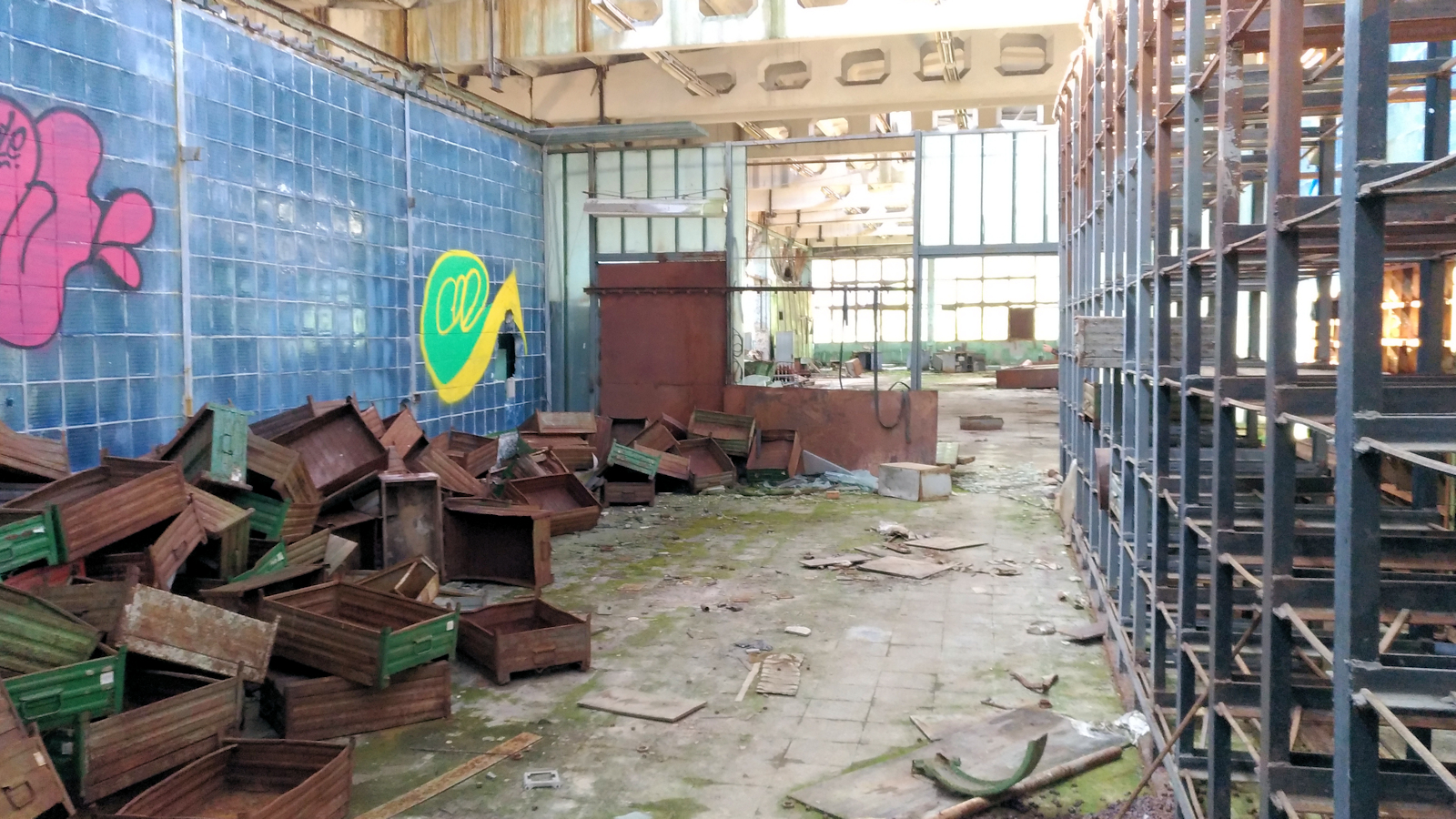
Июнь 2019
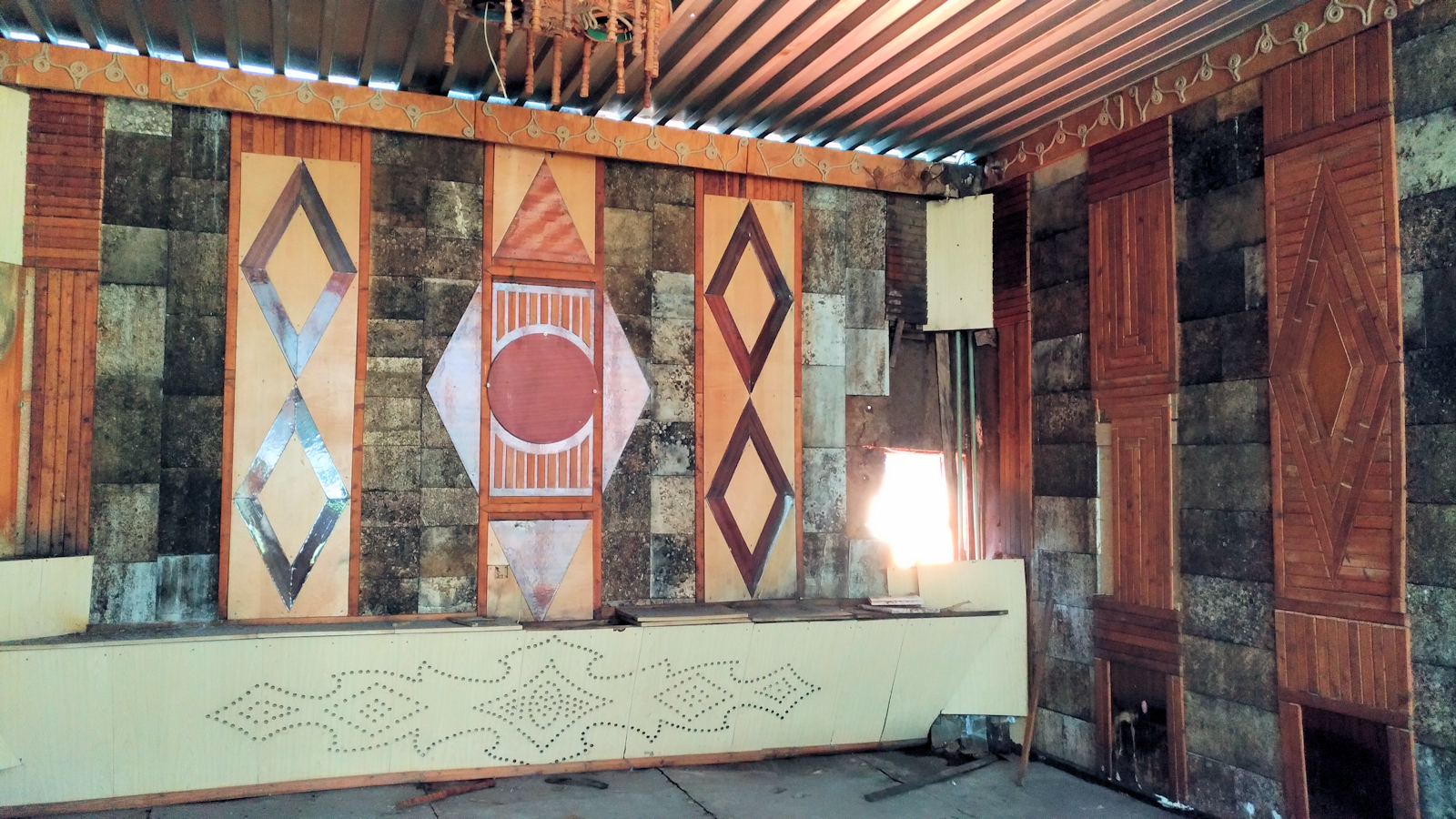
Июнь 2019